# Wat the Frick
Wat the Frick è il dodicesimo EP realizzato dal disc jockey e produttore discografico statunitense Getter.
L'EP si è posizionato #7 nella classifica Top Dance/Electronic Albums di Billboard.

## Composizione
In un'intervista con Max Chung di Run the Trap, Petulla ha spiegato la differenza tra Wat the Frick e i suoi EP precedenti, affermando:
"Penso che la cosa più importante sia che (oltre ai $uicideBoy$ che rappano su una delle canzoni) sono tutte tracce soliste. Nessuna collaborazione. Questo EP sta essenzialmente mostrando al pubblico cosa combino nel mio cervello. Questo è il tipo di roba che puoi aspettarti, è davvero tutto ciò con cui ho a che fare adesso."
Nella stessa intervista, Petulla ha spiegato anche la differenza tra il suo tour nordamericano intitolato Wat the Frick Tour e i suoi precedenti tour, affermando:
''Ho sempre avuto l'idea di fare un tour che non fosse necessariamente incentrato sulla musica. Ci sono altre stupidaggini coinvolte. Voglio portare quegli elementi sul palco dove è più un tour di intrattenimento invece che solo musicale. Volutamente non sto avendo nessuna produzione folle o altro (è già stato fatto). Penso che il vero lavoro sia nello spettacolo e nell'evento live.''

## Tracce
1. Wat the Frick (VIP Mix)
2. Hecka Tight
3. Fricken Dope
4. Cool as Frick
5. Sick Jet Pack Bro
6. 2 High (feat. $uicideBoy$)
7. Something New